# نادي أريس لكرة السلة
نادي أريس لكرة السلة (باليونانية: Άρης Θεσσαλονίκης)‏ هو فريق كرة سلة يوناني للمحترفين تأسس في سنة 1922 يقع مقره في سالونيك. يلعب في الدوري اليوناني لكرة السلة ودوري أبطال أوروبا لكرة السلة.

## الإنجازات

### البطولات المحلية
الدوري اليوناني لكرة السلة
- الفوز (10): 1929–30، 1978–79، 1982–83، 1984–85، 1985–86، 1986–87، 1987–88، 1988–89، 1989–90، 1990–91
- الوصافة (8): 1928-29، 1957-58، 1958-59، 1964-65، 1965-66، 1975-76، 1981-82، 1983-84

كأس اليونان لكرة السلة
- الفوز (8): 1984–85، 1986–87، 1987–88، 1988–89، 1989–90، 1991–92، 1997–98، 2003-04
- الوصافة (6): 1983–84، 1992–93، 2002–03، 2004–05، 2013–14، 2016-17

### المسابقات الإقليمية
كأس سابورتا
- الفوز (1): 1992–93

كأس أوروبا لكرة السلة
- الوصافة (1): 2005–06

## أبرز اللاعبين
من أبرز اللاعبين الذين لعبوا معه:
- كوستاس بابانيكولاو
- كوستاس سلوكاس
- نيكوس غاليس
- باناجيوتيس جياناكيس

## وصلات خارجية
- الموقع الرسمي